# Kyōgoku
Pour les articles homonymes, voir Kyogoku (homonymie).
Kyōgoku (京極町, Kyōgoku-chō) est un bourg du district d'Abuta, situé dans la sous-préfecture de Shiribeshi, sur l'île de Hokkaidō, au Japon.

## Toponymie
En 1897, un noble issu du fief féodal Marugame de la province de Sanuki, Kyōgoku Takanori, vient s'installer près de Sapporo avec sa famille, dans un village où il fait construire une ferme. En 1940, le hameau Higashikutchan est rebaptisé village de Kyōgoku, en mémoire de l'illustre vicomte Kyōgoku.

## Géographie

### Situation

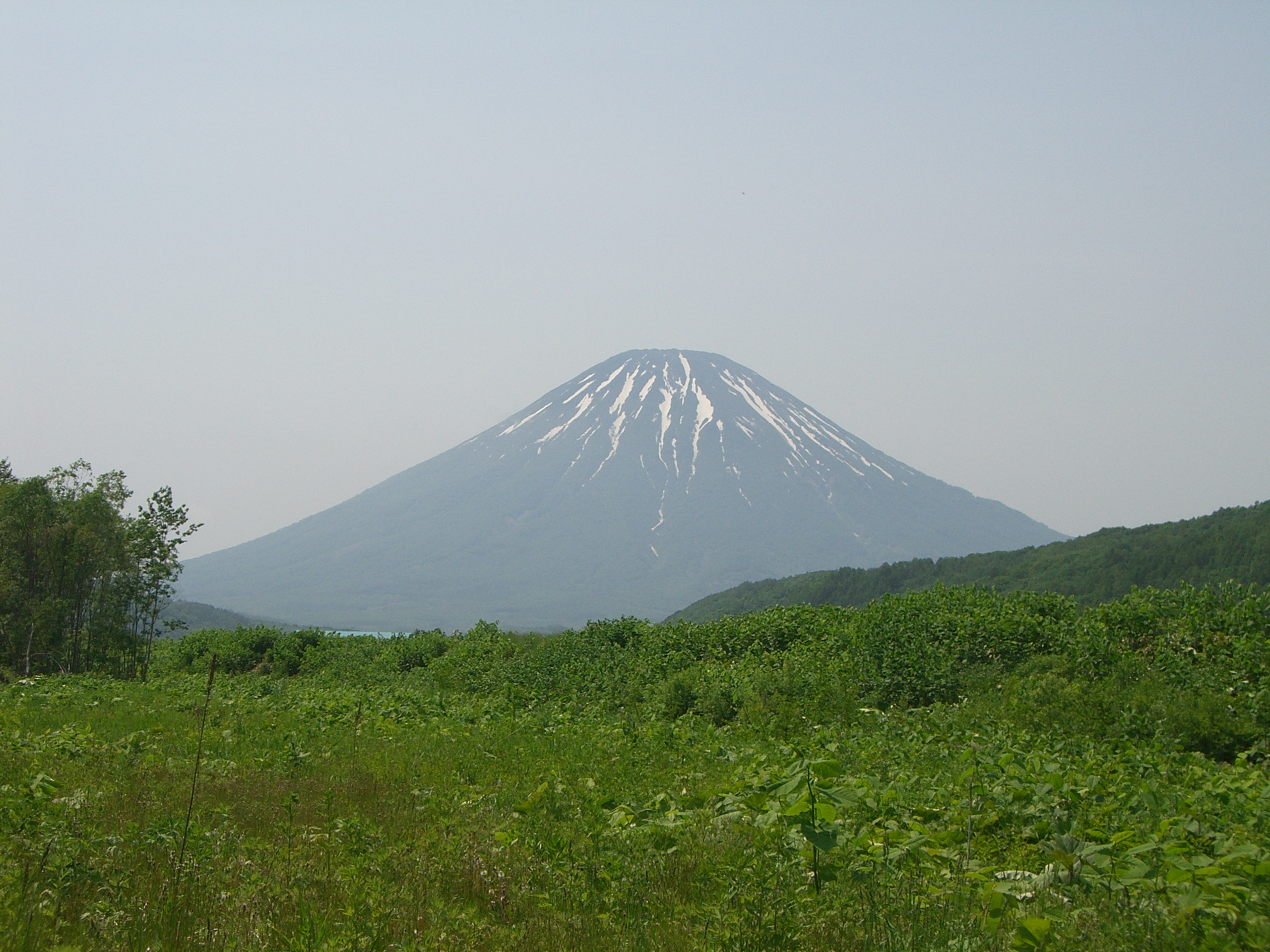
Le mont Yōtei.

Le bourg de Kyōgoku est situé dans la partie nord-est de la sous-préfecture de Shiribeshi, sur l'île de Hokkaidō, au Japon. Il s'étend sur 14,3 km d'est en ouest et 13,8 km du nord au sud, au sud-ouest de Sapporo, capitale de la préfecture de Hokkaidō.

### Démographie
Au 1er janvier 2016, la population de Kyōgoku s'élevait à 3 168 habitants répartis sur une superficie de 231,49 km2.
Entre 1920 et 1970, la population du bourg de Kyōgoku a été divisée par deux (le bourg comptait 5 040 habitants en 1970). Elle a continué à décroître jusqu'en 1990 (3 775 habitants). Depuis, la modernisation des infrastructures municipales a favorisé le redressement démographique ; lors du recensement national de 2010, le bourg comptait 3 811 habitants. Cependant, dans les années 2010, la population du bourg est repartie à la baisse, s'inscrivant dans une tendance nationale au vieillissement des populations rurales.

### Municipalités voisines
| Akaigawa         | Akaigawa / Sapporo | Sapporo             |
| Kutchan          | Kyōgoku            | Sapporo / Kimobetsu |
| Niseko / Makkari | Kimobetsu          | Kimobetsu           |

### Topographie
Le mont Yōtei, l'un des volcans classés sur la liste des 100 montagnes célèbres du Japon, est situé à la pointe sud-ouest du bourg.

### Hydrographie
Une partie du bassin versant du fleuve Shiribetsu s'étend dans le sud du bourg.

## Économie
Le bourg de Kyōgoku est une commune agricole qui produit des légumes (pommes de terre, carottes, asperges, haricots azuki), du soja, du maïs, du blé et du riz. Il maintient des élevages de bovins et de porcins, aussi bien pour la production de viande que pour la fabrication de produits laitiers.
Le tourisme est aussi une activité économique du bourg ; en 2013, il a accueilli plus de 760 000 touristes principalement venus visiter le parc Fukidashi réputé pour son eau de source.

## Histoire
En 1897, un noble, membre du clan Kyōgoku issu du fief Marugame de la province de Sanuki, Kyōgoku Takanori, vient s'installer dans la province d'Iburi avec sa famille, dans le village de Kutchan où il fait construire une ferme. Les trois années suivantes, des colons venus des préfectures d'Ishikawa et Toyama, sont autorisés à défricher les bois et les terres alentour et à bâtir des fermes et un sanctuaire shintō.
Le 5 avril 1910, la partie est de Kutchan, rassemblant 6 783 habitants, devient le hameau de Higashikutchan. Puis, en 1923, le village de Higashikutchan est officiellement établi.
En 1917, la construction d'une centrale électrique est achevée et l'éclairage public est inauguré dans le village. Trois ans plus tard, un recensement établit le chiffre de la population à 10 582 habitants.
Le 15 novembre 1919, la première station ferroviaire est inaugurée à Higashikutchan.
En 1940, Higashikutchan est rebaptisé Kyōgoku.
Le bourg de Kyōgoku est officiellement fondé le 1er mai 1962.

## Culture locale et patrimoine

### Lieux remarquables
Le bourg de Kyōgoku est membre de l'association Les Plus Beaux Villages du Japon depuis 2008. Il possède une station de ski qui attire de nombreux touristes été comme hiver, quelques fermes agricoles qui élèvent des chevaux, des bovins, des porcins, et aussi des saumons, des parcs et des stations thermales.

### Parc Fukidashi

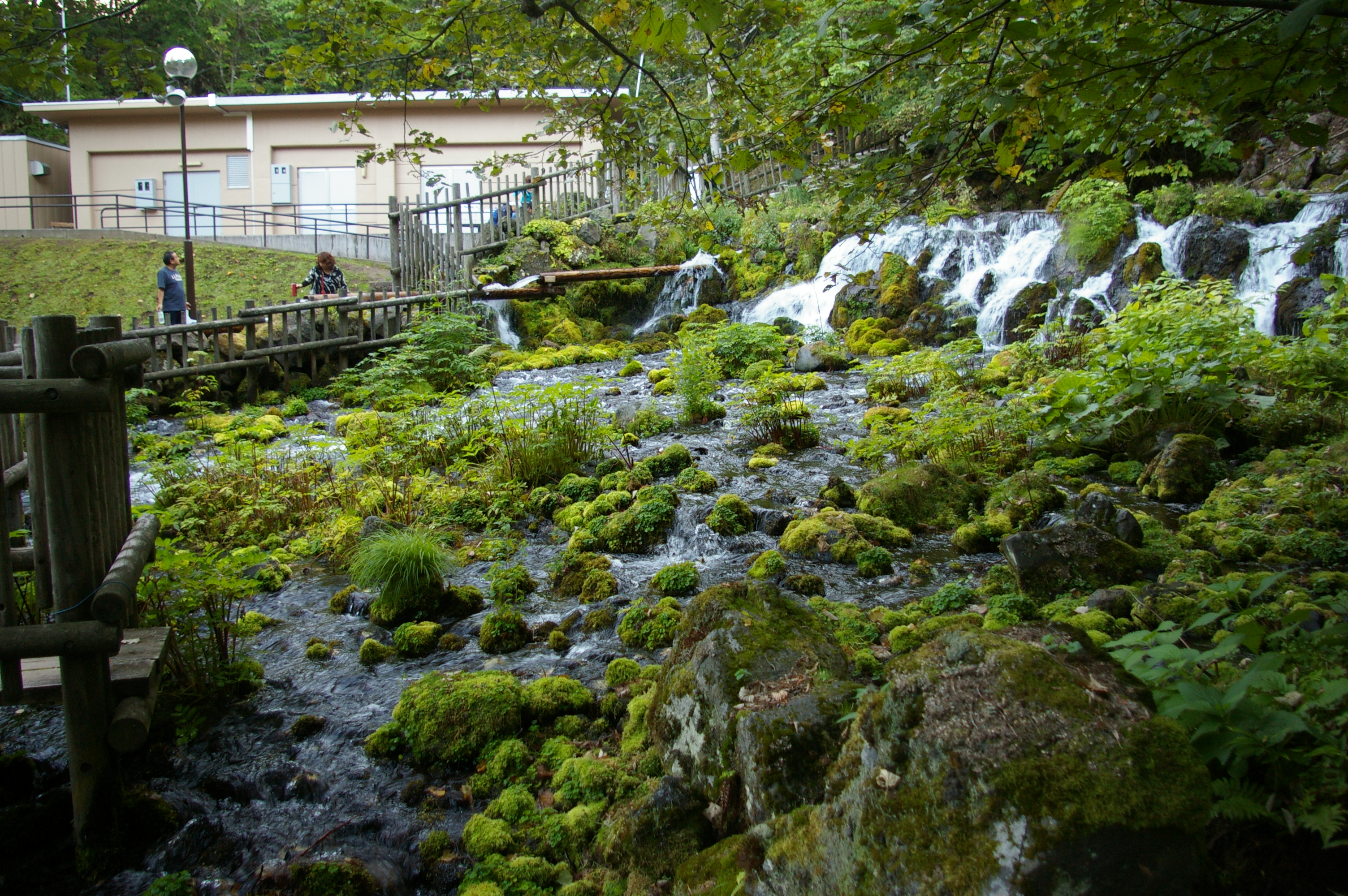
Cascade d'eau de source dans le parc Fukidashi.

En mars 1973, dans le cadre d'un projet préfectoral de préservation de l'environnement, la municipalité de Kyōgoku aménage un espace vert de 5,72 ha au pied du mont Yōtei ; le parc Fukidashi (ふきだし公園, Fukidashi kōen) est né.
Le parc est composé d'étendues de verdures, de deux étangs et de fontaines d'eau de source. L'eau qui jaillit des fontaines du parc est de l'eau d'infiltration des pentes du mont Yōtei voisin, produit de la pluie et de la fonte des neiges. Chaque jour, environ 80 000 tonnes d'eau à 6,5 °C émergent du sous-sol du parc.
Depuis 1985, l'eau du parc est classée sur la liste des « 100 meilleures eaux de source du Japon » établie par 
le ministère de l'Environnement.
Le parc comprend aussi les premiers mètres d'un sentier de randonnée menant au sommet du mont Yōtei qui culmine à une altitude de 1 898 m.

### Personnalités liées à la commune
L'astronome amateur Hiroshi Kaneda est né à Kyōgoku, en 1953. En 1988, il a découvert un astéroïde, (4127) Kyogoku, qui porte désormais le nom de son village natal.
Akira Satō, sauteur à ski professionnel, est né le 19 juillet 1964 à Kyōgoku.

## Symboles municipaux
La bannière de Kyōgoku, adoptée le 1er août 1957, est composée du sinogramme japonais : 京 stylisé. Ce motif, aux formes arrondies, représente la nature environnante (couleur verte) et l'essor d'une économie prospère assurée par des villageois unis dans la paix.
Depuis le 16 mars 2001, l'arbre symbole de la municipalité de Kyōgoku est Quercus crispula, une sous-espèce de Quercus mongolica et, depuis le 24 juin 2008, sa fleur symbole est le tournesol.